# 川上竜生
川上 竜生（かわかみ たつお、1969年〈昭和44年〉 - ）は、日本の紙芝居師。愛称は「たっちゃん」。愛知県春日井市出身。
大学浪人時代にアマチュア劇団の参加経験を持ち、大学卒業後、愛知県名古屋市の児童劇団「うりんこ」での6年間の活動、運送業、事務職などを経て紙芝居師となる。それまでの仕事の縁で娯楽施設での上演が舞い込み、地元である愛知県を中心として、各種イベント、店舗、公園などで興業を行なっている。
川上の興業形式の特徴は、物語をただ読むだけではなく、劇団での役者経験を活かし、紙芝居をしながら川上自身が登場人物になりきって演じることにある。舞台上を所狭しと動き回り、体全体を使ってアクションをしたり、客席の子供たちに触れるほど近づいて驚かせることもある。またコミュニケーションを重視しており、子供たちの間近に行って話しかけることもある。腰をくねらせたり尻を振るなどのユーモラスな動きや、子供にも伝わりやすい大きな声と身ぶりが特徴的であり、巧みな話術とパフォーマンスもあいまって観客の笑いを呼ぶ。紙芝居師の一方通行ではなく、客と一体となって楽しめる新しい感覚の紙芝居とも評されている。
2007年（平成19年）4月、脚本や絵の担当メンバーら4人で絵本と演劇を組合せたグループ「マーガレット一家」を結成。子供たちに笑顔を届けるため、1年の半分は公演のために日本全国を旅する生活を送る。
子供向けの紙芝居に加えて、2008年（平成20年）からは、結婚披露宴で新郎新婦のなれそめを紙芝居で紹介するグループ「あっぱれ本舗」を結成。ほのぼのとしたイラストと軽妙な語り口でデートやプロポーズの様子を語り、披露宴会場に笑いを呼ぶ。上演に用いる紙芝居はそれぞれ、依頼主たちへの綿密な取材によって制作するオリジナル作品であり、同じ紙芝居は2つと存在しない、手間と時間をかけた異色の紙芝居である。米寿の記念に個人宅で上演したこともあるという。